# Christian Hecht (Kunsthistoriker)
Christian Hecht (* 1965 in Weimar) ist deutscher Kunsthistoriker.

## Leben
Der Sohn von Wolfgang Hecht studierte katholische Theologie am Philosophisch-Theologischen Studium Erfurt. 1990 wechselte er nach Passau, wo er das Diplom im Fach Theologie ablegte. Nach der Promotion 1995 zum Dr. phil. an der Universität Passau und der Habilitation 2002 war er Oberassistent an der Universität Erlangen-Nürnberg. Von 2006 bis 2008 vertrat er eine Professur für mittelalterliche Kunstgeschichte an der Universität Bonn und den Lehrstuhl I für Kunstgeschichte an der Universität Bamberg. Christian Hecht ist außerplanmäßiger Professor am Institut für Kunstgeschichte an der Universität Erlangen-Nürnberg.

## Schriften (Auswahl)
- Dichtergedächtnis und fürstliche Repräsentation. Der Westflügel des Weimarer Residenzschlosses – Architektur und Ausstattung. Ostfildern-Ruit 2000, ISBN 3-7757-9011-X.
- Katholische Bildertheologie im Zeitalter von Gegenreformation und Barock. Studien zu Traktaten von Johannes Molanus, Gabriele Paleotti und anderen Autoren. Mann, Berlin, 1997, ISBN 3-7861-1930-9 (2. Auflage Berlin 2012, ISBN 978-3-7861-2622-5 unter dem veränderten Titel Katholische Bildertheologie der frühen Neuzeit.).
- Die Glorie. Begriff, Thema, Bildelement in der europäischen Sakralkunst vom Mittelalter bis zum Ausgang des Barock. Regensburg 2003, ISBN 3-7954-1540-3.
- Streit um die richtige Moderne. Henry van de Velde, Max Littmann und der Neubau des Weimarer Hoftheaters. Weimar 2005, ISBN 3-910053-39-4.
- Goethes Haus am Weimarer Frauenplan. Fassade und Bildprogramme. Hirmer Verlag, München 2021, ISBN 978-3-7774-3654-8.